# Waran paskowany
Waran paskowany, waran leśny (Varanus salvator) – gatunek gada z rodziny waranowatych (Varanidae). Jeden z większych gatunków jaszczurek.
WystępowanieDuże obszary południowej i południowo-wschodniej Azji: Od Cejlonu i wschodnich Indii na zachodzie do Filipin i Indonezji na wschodzie i do południowych Chin na północy.
BiotopPodmokłe i bagniste tereny leśne.
OpisGłowa stosunkowo mała i wąska, szczęki dobrze rozwinięte i mocne, długa szyja, masywny tułów, ogon dobrze umięśniony bocznie spłaszczony. Ślad po oku ciemieniowym w postaci białej plamki. Ubarwienie zmienia się wraz z wiekiem. Młode osobniki mają grzbiety rdzawe lub czerwonawobrązowe pokryte licznymi małymi plamkami i dużymi okrągłymi żółtymi plamami, które układają się w poprzeczne pasy. U okazów dorosłych grzbiet ciemnieje, by stać się jednolicie brązowoczarny lub smolistoczarny.
RozmiaryDługość do 2,5 m
Masa ciała do 30 kg.

PokarmWszelkie małe kręgowce: ryby, płazy, gady, ptaki i ich jaja oraz ssaki. Zjada także padlinę oraz bezkręgowce (np. owady czy kraby).
ZachowanieSzybko biega, wspina się na drzewa, dobrze pływa i nurkuje, grzebie nory w ziemi. Zaniepokojony ucieka do wody.
RozmnażanieSamica składa do przybrzeżnych nor lub dziupli drzew w pobliżu wody od 15 do 30 jaj.

## Bibliografia

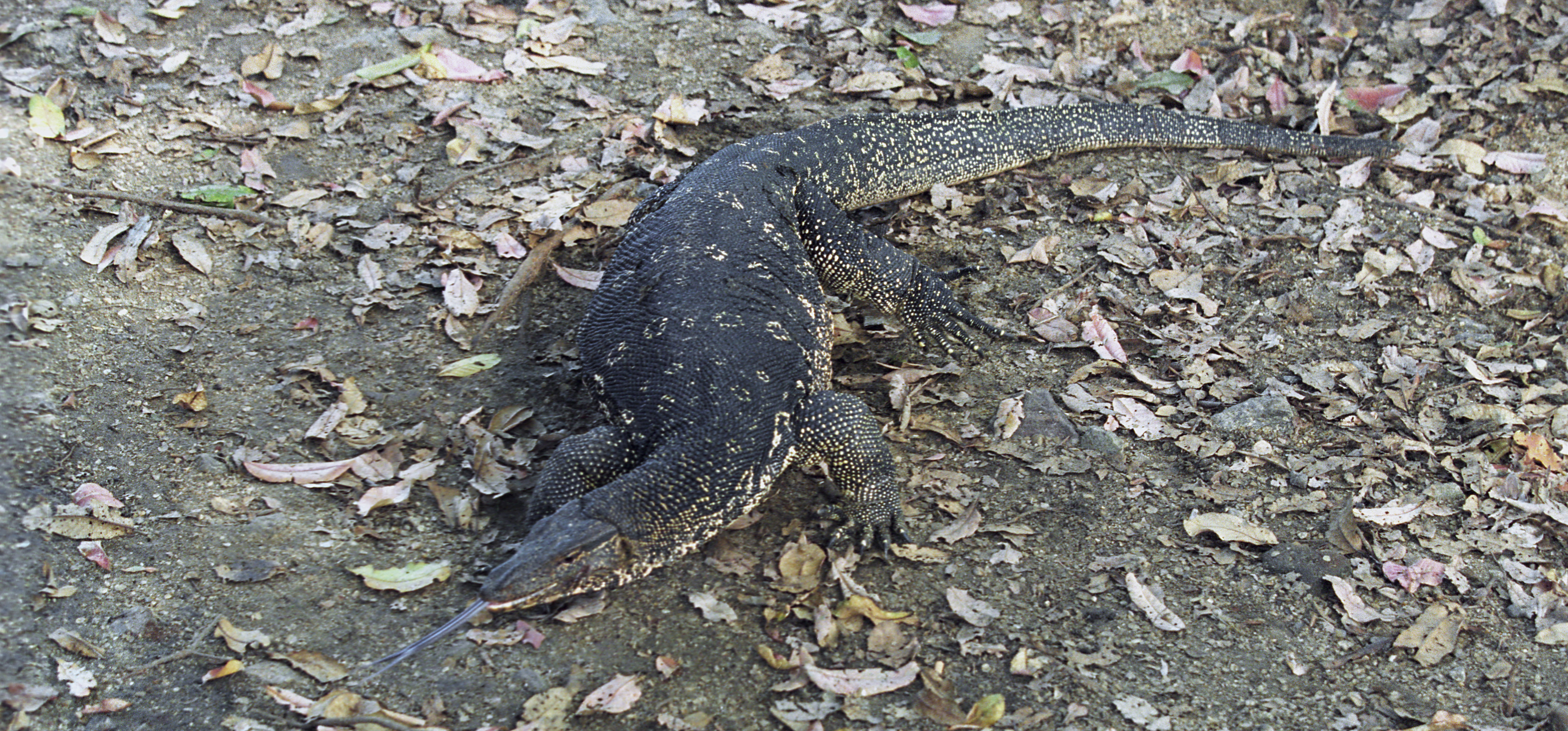
Waran leśny, Sri Lanka